# 新加坡透孔螺
新加坡透孔螺（学名：Diodora singaporensis）是裂螺科天蓋螺亞科天蓋螺屬的一种。

## 分佈
主要分布于新加坡、马来西亚、印度尼西亚、台湾（2002年首度於台灣發現）及阿拉伯半島東部，常栖息在潮间带岩礁区。

## 外部連結
- 維基物種上的相關：新加坡透孔螺